# 西灣炮台

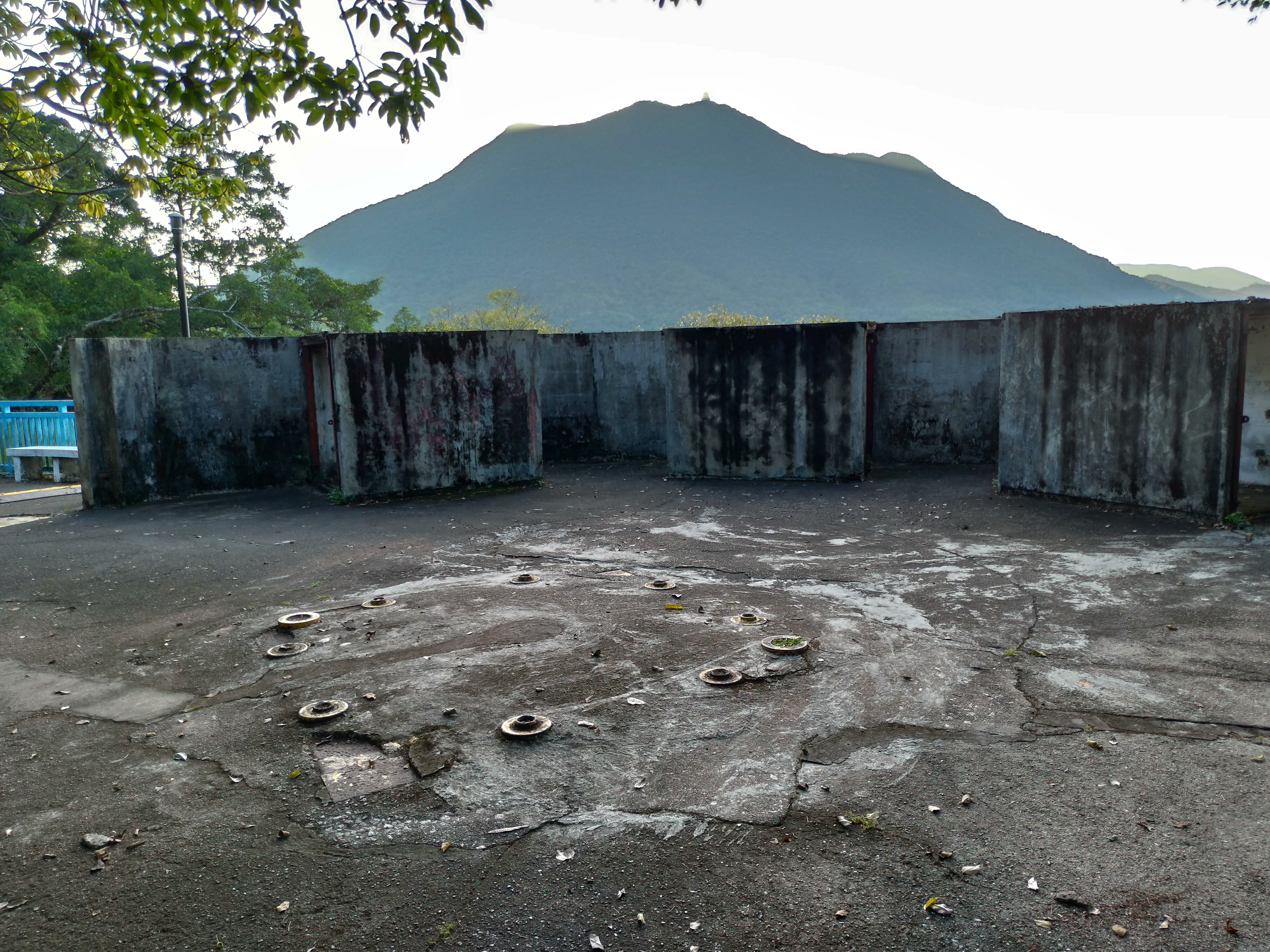
西灣炮台原本安裝3吋高射炮的位置，地上仍留下安裝炮座所使用的螺栓痕跡。圖中的矮牆原是用來放置高射炮炮彈的彈藥箱。

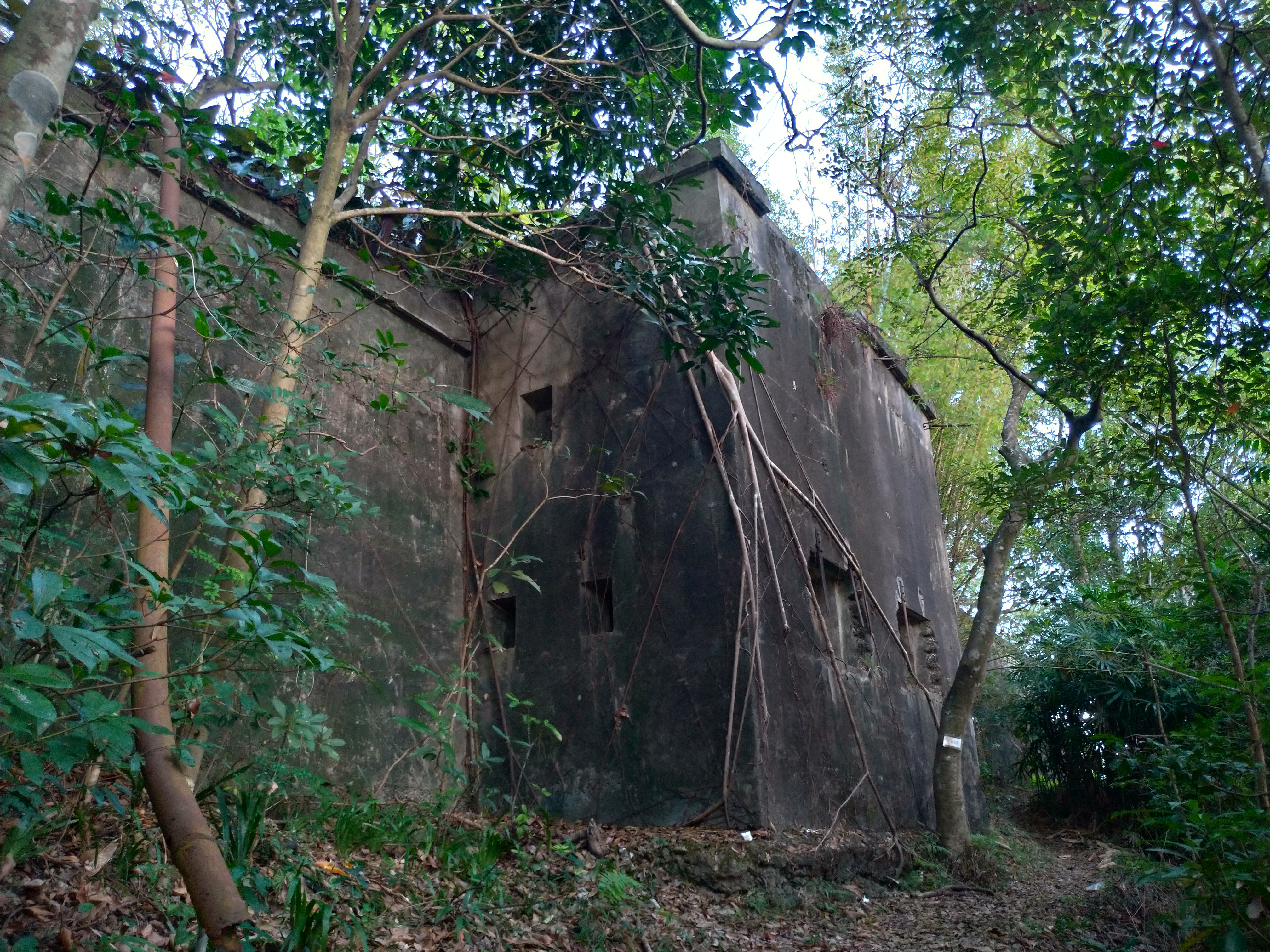
西灣炮台的堡壘，外牆的狹窄長方形開口是供對外射擊用的槍眼。

西灣炮台（英語：Sai Wan Battery）位於香港島東區柴灣的西灣山上，臨近筲箕灣鯉魚門，現成為西灣炮台晨運徑的一部分。由柴灣道兒童遊樂場出發，全長約3公里，全為水泥路，來回約1至2小時。山上有炮台和防禦工事的遺跡，而堡壘的頂層則被用作數碼電視訊號轉發站，此處不開放予遊人內進。山上景色優美，可眺望杏花邨、將軍澳、藍田及九龍灣。

## 歷史
西灣炮台所在之處昔日為駐港英軍的鯉魚門軍營，西灣炮台的設施始建於1880年代，最早完工的是在西灣山上，於1895年落成的堡壘，於1898年加建設有兩門6吋後裝炮的海防炮炮台，用於對抗試圖侵入維多利亞港的敵艦，西灣炮台於1903年完工。但西灣炮台落成才3年，便因為英軍顧問團認為沒有需要在這處安裝海防炮，兩門6吋後裝炮於1906年被撤裝。炮台被閒置到1920年代，隨著飛機的發展，英軍開始留意到防空的需要，決定在這座閒置的炮台安裝高射炮，作為防空炮台使用。
在二戰時期，炮台裝有兩門3吋高射炮，由香港義勇防衛軍第5炮兵營駐守。日軍於1941年12月8日入侵香港，香港保衛戰爆發。自開戰後，炮台便遭到日軍連日轟炸，但炮兵一直留守炮台對抗日軍飛機。日軍在1941年12月18日晚上渡海登陸香港島，屬於日軍左翼進攻部隊的第229聯隊在聯隊隊長田中良三郎大佐的指揮下，其第2大隊第6中隊在愛秩序灣登陸後隨即進攻鯉魚門軍營及西灣炮台，西灣炮台在當晚被日軍攻佔，炮台守軍有6人陣亡，20人被俘，30人則成功撤離，而被俘的守軍被日軍帶到柴灣道慈幼會，連同救護人員有多人被日軍屠殺。
1945年8月香港重光後，駐港英軍一直管理鯉魚門軍營至1987年，之後將軍營連同附近的炮台移交香港政府。鯉魚門軍營主要分為三個部分，中央兵房區域為駐軍的主要生活區，現已成為鯉魚門公園及度假村；沿海的高地及低地炮台改建為香港海防博物館、水務設施及發射站等用途。至於在西灣山上的西灣炮台，後來成為晨運徑及公園，也是軍營的三個主要部分中，唯一全日24小時並免費開放的地方。

## 前往方法

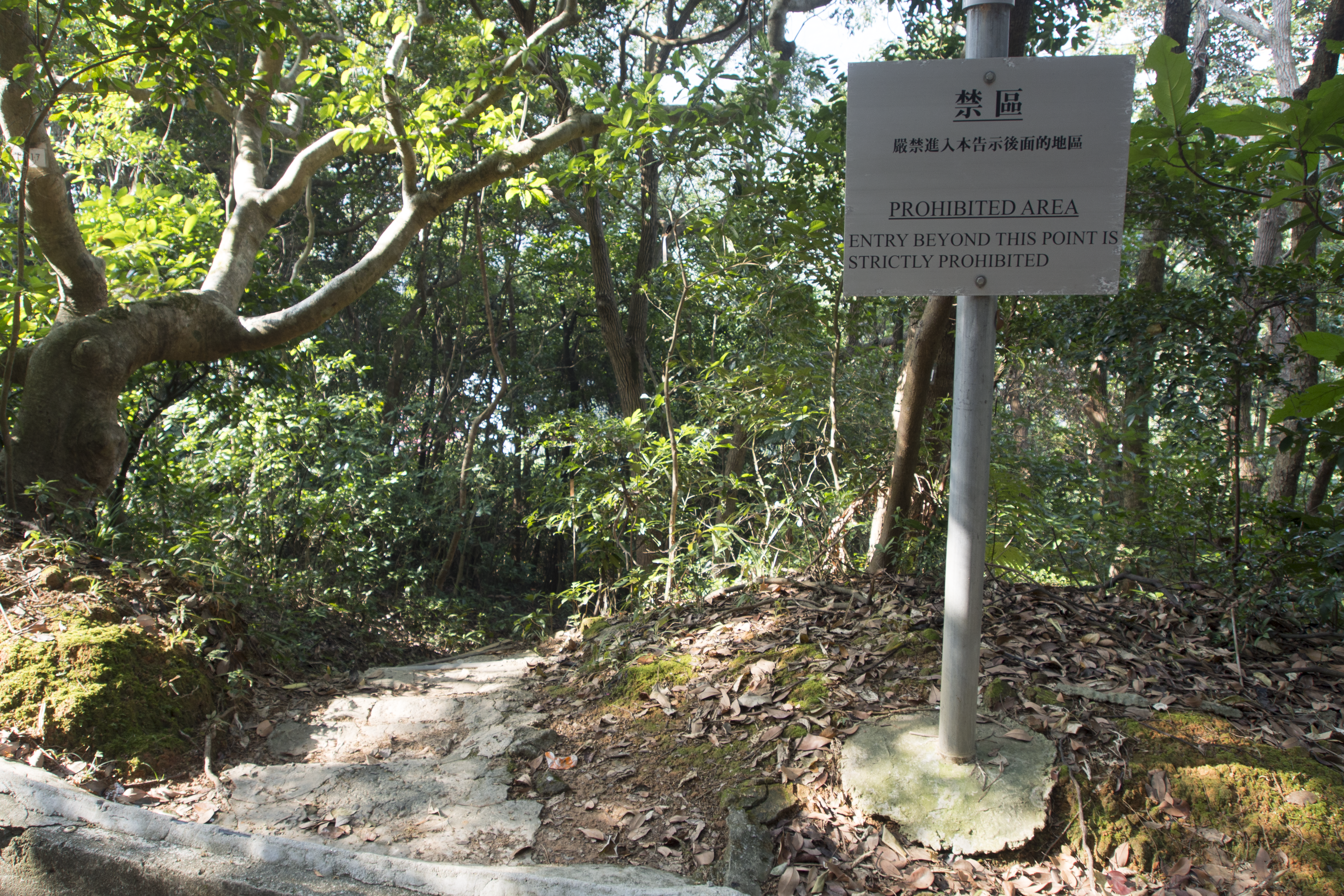
由度假村馬路開頭抽水站前往炮台車路開首。

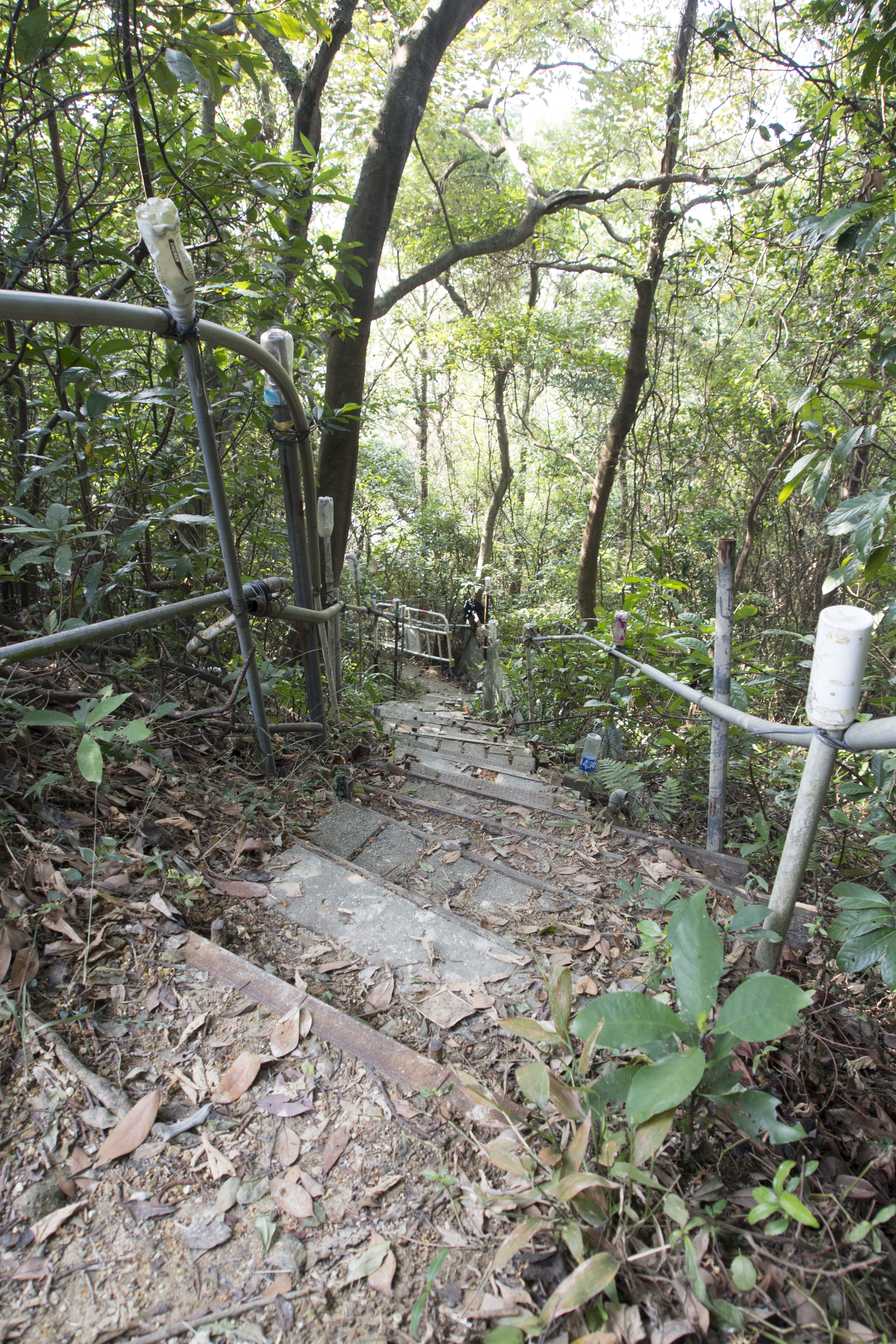
由柴灣北配水庫遊樂場小道而上，到達前往炮台車路中段。

正式的前往途徑是一條位於鯉魚門公園及度假村入口之前的小徑，這處有一屋形指示牌，指示遊人可經此路前往西灣炮台。這條小徑在鯉魚門公園及度假村的鐵絲網圍欄外繞過，之後接駁到前往炮台之人車兩用道路。因為車路的其中一段須穿過鯉魚門公園及度假村，度假村的出入口亦裝有鐵閘，該路段不開放予一般車輛駛入，所以不能駕車或乘車直接前往西灣炮台，只能步行前往。
另一路徑是使用樓梯接上車道。在通往鯉魚門公園及度假村的馬路開頭與柴灣道交界處有一配水庫，遊人亦可取道旁邊的樓梯，接駁以水泥鋪成的小徑前往西灣炮台。此路比正式路徑略快，因其無須繞過鯉魚門公園及度假村旁的小徑，能直接到達通往炮台的車路。
另一路徑是從東區尤德夫人那打素醫院洗衣房附近的柴灣北配水庫遊樂場出發，利用球場一側供山坡維修用的小徑及樓梯前往，能直接到達往炮台車路的中後段。惟此路徑有部分路段不是已平整的路面，需行經由石塊砌成的梯級，取道此處應小心步行。
西灣炮台上亦有不同的小路能到達正式路段所不能到達的地方（如大路只能到達山頂建築物，不能前往建築物內部；小徑則能直達建築物外圍，遊人能進入建築物），惟此等路段並非正式行人路，亦有指示牌警告遊人，寫明「禁區：嚴禁進入本告示後面的地區」，遊人務必小心取道小徑。